# 김지원 (작가)
김지원은 대한민국의 작가이다.
자신만의 색으로 회화의 본질에 대해서 탐구했으며 맨드라미의 열정적인 삶을 인생철학으로 승화한 작가이다. 맨드라미 연작은 작가와 일상, 사물과 사물 간의 질서, 회화의 본질적인 요소와 그려진 이미지의 관계에 대한 독백과도 같은, 복합적인 질문으로 회화의 본질에 대해서 탐구했다.

그의 드로잉은 그림, 일상에 대한 사유 또한 사회와의 관계에 대한 고민과 관심들을 생각해볼 수 있는 중요한 요소이다.

1) 일상에 대한 사유
그의 대표작인 맨드라미 연작은 2003년 이후부터 현재까지도 작업하고 있는 작품이다.

맨드라미 연작은 작가의 작업실 앞마당에서 자라고 있는 맨드라미를 통해서 생성에서 성장, 소멸에 이르는 단계의 압축적인 과정을 보여주었고, 이는 회화와 이미지, 일상에 대한 작가의 복합적인 삶의 방식에 단순명료한 깨달음을 주게 된다. 인간의 본질과 사물의 본질 그리고 자신을 발견함으로써 그의 작품에 여러 철학들이 보여진다.

“평범한 일상에서 신기하게도 시선이 머무는 곳과 존재들이 있다. 맨드라미가 그랬다. 강원도 분교에서 맨드라미를 봤는데 장미, 백합처럼 아름답다기보다는 섬뜩한 느낌이 있었다. 그런데 그 맨드라미가 마냥 아름다울 수는 없는 인간의 욕망과도 닮아 보였다. 또 그건 동시에 내 욕망을 상징하기도 했다.”

“맨드라미를 그리는데 마치 내 자화상을 그리는 것 같은 느낌을 받았다. 꼭 실제 모습과 닮게 그려야만 자화상이라 할 수 있는 건 아니지 않은가? 욕망을 상징하는 오브제로서 맨드라미를 그리다 보니 어느새 ‘맨드라미 작가’라 불리고 있더라.”
-김지원 작가

2) 그림의 실제
“화면 위에 보이는 것은 실재하는 공간과 사물처럼 보일 뿐이지, 화면 위에 실재하는 것은 물감뿐이다. 그러나 천천히 측면으로 이동해 보았을 때 , 완전 측면에서 그림이란 수직선 하나뿐이지 않은가? 이 지점이 회화의 불행이기도 하고 , 행복이기도 하다.”

그림의 실재에 대한 질문과 회화의 본질적인 요소에 대해서 볼 수 있다. 캔버스 화면에 칠해진 물감들과 캔버스 측면의 수직선의 회화의 환영과 가상이라고 볼 수 있다 이러한 형식적인 측면을 벗어난 그림 그 자체가 회화의 본질이다.

작가의 맨드라미는 똑같이 묘사하는 게 아닌 거칠고 자유로운 붓질을 통해서 맨드라미가 흐드러지게 피어나고 실제 맨드라미가 화려하게 피어있는 느낌을 준다. 시각적인 유사성보다는 실제의 세계의 오감과 물체의 본질 그자체를 구현해낸다.

<참고 문헌>
강수미[까다로운 대상]
https://m.post.naver.com/viewer/postView.nhn?volumeNo=21572822&memberNo=1916966&vType=VERTICAL